# Young Griffo
Young Griffo pseudonimo di Albert Griffiths (Sydney, 1º gennaio 1871 – New York City, 10 dicembre 1927) è stato un pugile australiano.
Leggendario pugile di fine '800, divenne campione australiano dei Pesi piuma nel 1889 e l’anno seguente campione del mondo nella stessa categoria.
Nel 1893 si trasferì negli USA, dove fu antagonista di altri miti della storia del pugilato quali Joe Gans, Kid Lavigne, George Dixon, Jack McAuliffe.
La International Boxing Hall of Fame lo ha riconosciuto fra i più grandi pugili di ogni tempo.